# Mauna Kea
Mauna Kea (phát âm tiếng Anh: /ˌmɔːnə ˈkeɪ.ə/ hoặc /ˌmaʊnə ˈkeɪ.ə/, tiếng Hawaiian: [ˈmɔunə ˈkɛjə]) là một ngọn núi lửa trên đảo Hawaii. Núi có độ cao 4.205 m (4,205 km hoặc 13.796 foot) trên mực nước biển, đỉnh núi này là điểm cao nhất trong tiểu bang Hawaii. Tuy nhiên, phần lớn núi này nằm dưới nước, khi được đo từ chân đại dương của nó, Mauna Kea có độ cao là 10.200 m từ đáy Thái Bình Dương, cao hơn núi Everest với độ cao 8.848 m (8,848 km). Mauna Kea khoảng một triệu năm tuổi, và do đó vượt qua giai đoạn lá chắn hoạt động tích cực nhất của cuộc sống của hàng trăm hàng ngàn năm trước đây. Trong tình trạng lá chắn hiện nay, dung nham của nó là nhớt hơn, kết quả trong một cấu hình dốc hơn. Núi lửa cuối cũng đã cho nó một xuất hiện khó khăn hơn nhiều hơn so với các núi lửa lân cận, các yếu tố góp phần bao gồm việc xây dựng các tế bào hình nón than, phân cấp khu rạn nứt của mình, đóng băng trên đỉnh cao của nó, và những ảnh hưởng thời tiết của gió mậu dịch hiện hành. Mauna Kea lần cuối cùng phun trào cách đây 4.000 đến 6.000 năm. Theo Cục Khảo sát Địa chất Hoa Kỳ, tính đến tháng 6 năm 2011, mức cảnh báo núi lửa hiện tại là "bình thường".